# Celle di Macra
Celle di Macra é uma comuna italiana da região do Piemonte, província de Cuneo, com cerca de 105 habitantes. Estende-se por uma área de 30 km², tendo uma densidade populacional de 4 hab/km². Faz fronteira com Castelmagno, Macra, Marmora, San Damiano Macra.

## Demografia
| Variação demográfica do município entre 1861 e 2011                               |
|                                                                                   |
| Fonte: Istituto Nazionale di Statistica (ISTAT) - Elaboração gráfica da Wikipedia |